# 3D Tetris
3D Tetris — компьютерная игра в жанре головоломки, разработанная компанией T&E Soft и изданная корпорацией Nintendo. Игра была выпущена 22 марта 1996 года в Северной Америке для приставки Virtual Boy. Игроки управляют несколькими падающими блоками, вращая и располагая их таким образом, чтобы очистить слои в трёхмерной среде, похожей на игровой процесс Tetris. Игра содержит множество режимов и их вариаций, а также различные настройки сложности и уровни. Блоки 3D Tetris отображаются в виде трёхмерных каркасных моделей. Версия игры под названием Polygo Block должна была выйти в феврале 1996 года на японском рынке, но её выпуск так и не состоялся. Игра получила в основном негативные отзывы, критики осуждали её за отсутствие оригинальности.

## Игровой процесс

В 3D Tetris игроку нужно перемещать падающие блоки, чтобы заполнить трёхмерный колодец. 3D Tetris использует красно-чёрную цветовую схему, стандартную для игр Virtual Boy.

3D Tetris — игра-головоломка, в которой используется трёхмерное игровое поле, в отличие от традиционного двухмерного других версий Tetris. Игровое поле, называемое колодцем, содержит 5 вертикальных слоёв, которые игроки заполняют падающими трёхмерными блоками. Эти блоки можно поворачивать по горизонтали и вертикали, а также располагать в четырёх различных направлениях. Под каждым блоком отображается тень, которая показывает, куда он упадёт. Камера постоянно меняет своё положение во время игры, но игрок может управлять ею и сам. На игровом интерфейсе отображается радар, который предоставляет информацию о каждом из пяти слоёв колодца, а также о следующем падающем блоке, который изображается в виде персонажа. Игра содержит несколько различных режимов: 3-D Tetris, Center-Fill и Puzzle, каждый из которых имеет свои особенности. Игрок может изменять сложность игры и скорость падения блоков.
В режиме 3-D Tetris при заполнении слоя блоками тот исчезает, начисляя игрокам очки, которые отображаются в игровом интерфейсе. Если блоки укладываются поверх колодца, количество слоёв уменьшается на один. Игра заканчивается, когда исчезает последний слой. Один вариант режима основан на накоплении очков, а другой требует от игроков пройти несколько уровней, очистив все пять слоёв в каждом. В режиме Center-Fill игроки размещают блоки в симметричных схемах вокруг центральных блоков, размещённых в слоях каждого колодца. При помещении блока в центральный блок слоя тот исчезает, и все остальные блоки в слое также исчезают, если они были успешно разложены симметрично. Очки начисляются в зависимости от количества убранных блоков, сложности и высоты симметричного слоя. Симметричность схемы обозначается символом, отображаемым на радаре, а также показателем очков игрока. Как и в режиме 3-D Tetris, слои теряются при выходе блоков за пределы колодца, и игра заканчивается при потере всех слоёв. В одном варианте игрокам нужно пройти как можно больше слоёв, в другом — то же самое, но с добавлением препятствий. Вариант Clear It! этого же режима требует от игроков очистить десять симметричных слоёв на каждом этапе, чтобы перейти на следующий. В режиме Puzzle в начале каждого этапа показывается фигура в колодце. Перед игроками стоит задача добраться до самого высшего этапа, помещая блоки в отображаемую фигуру таким образом, чтобы перейти к следующему этапу. В конце каждого этапа отображается анимация. Игра заканчивается в случае выкладывания неправильной фигуры. В игре предусмотрена возможность сохранения результатов, полученных в режимах 3-D Tetris и Center-Fill, а также прогресса в режиме Puzzle.

## Разработка и выпуск
3D Tetris была разработана компанией T&E Soft и издана корпорацией Nintendo в Северной Америке. Планировалось версия для японского рынка под названием Polygo Block, которая должна была выйти в феврале 1996 года, но так и не была выпущена. Как и все другие игры для Virtual Boy, 3D Tetris использует красно-чёрную цветовую схему и параллакс — оптический эффект, который используется для имитации трёхмерного изображения. Игра содержит 30 различных типов блоков, и каждый из них отображается в виде трёхмерной каркасной модели, пока они не упадут на дно колодца, где они заполняются однотонным цветом. Это была последняя игра, выпущенная в Северной Америке для игровой системы Virtual Boy.

## Критика
| Иноязычные издания   | Иноязычные издания |
| Издание              | Оценка             |
| -------------------- | ------------------ |
| Game Informer        | 6/10               |
| GamePro              | 12/20              |
| Next Generation      | [ 15 ]             |
| Nintendo Life        | [ 1 ]              |
| Nintendo Power       | 13,6/20            |
| Entertainment Weekly | D                  |

Игра получила в основном негативные оценки критиков. Один из редакторов Los Angeles Times писал, что игра «не добавляет ничего нового в „Тетрис“» и раскритиковал 3D-эффекты игры, назвав их «лишними». Entertainment Weekly назвали игру «режущей глаза» и отрицательно сравнили её с Blockout. Рецензент журнала Next Generation осудил игру, посчитав, что она демонстрирует проблемы, присущие Virtual Boy. Он посчитал, что все различные режимы игры — плохая переработка концепции Тетриса, которой не хватает «простой элегантности» серии, а трёхмерная перспектива только вредит. Рецензент журнала VideoGames также счёл игру менее привлекательной, чем обычный «Тетрис», из-за трёхмерной перспективы, хотя, по его мнению, перспектива имеет свою ценность и выполнена хорошо. Scary Larry из GamePro нашёл звуковое и визуальное сопровождение неинтересным, а управление разочаровывающим, хотя, по его мнению, игра все же затягивает. Сотрудники Game Informer посчитали, что у идеи трёхмерного «Тетриса» имеется потенциал, но она не была хорошо реализована, и подвергли критике её медленный темп. Обозреватель журнала Nintendo Power посчитал, что конфигурация кнопок в игре удобна и «проста в освоении».
В ретроспективном обзоре автор USgamer Джаз Ригналл высказался весьма критически, сравнив впечатления от игры с ощущениями от попадания перцового баллончика. Редактор GamesRadar+ Бретт Элстон посчитал, что визуальное оформление 3D Tetris было «ужасным», в результате чего ему было трудно понять, что происходит. Как и Entertainment Weekly, обозреватель Retronauts Джереми Пэриш счёл игру неудачной копией Blockout; он раскритиковал её визуальное оформление и игровой процесс за неспособность найти золотую середину между слишком сложной и слишком медленной игрой. Дэйв Фрир из Nintendo Life посчитал, что игра скучна, если начинать с первого уровня сложности, но если начинать с более высокого уровня сложности, то она становится намного интереснее.